# Aln (rivier)

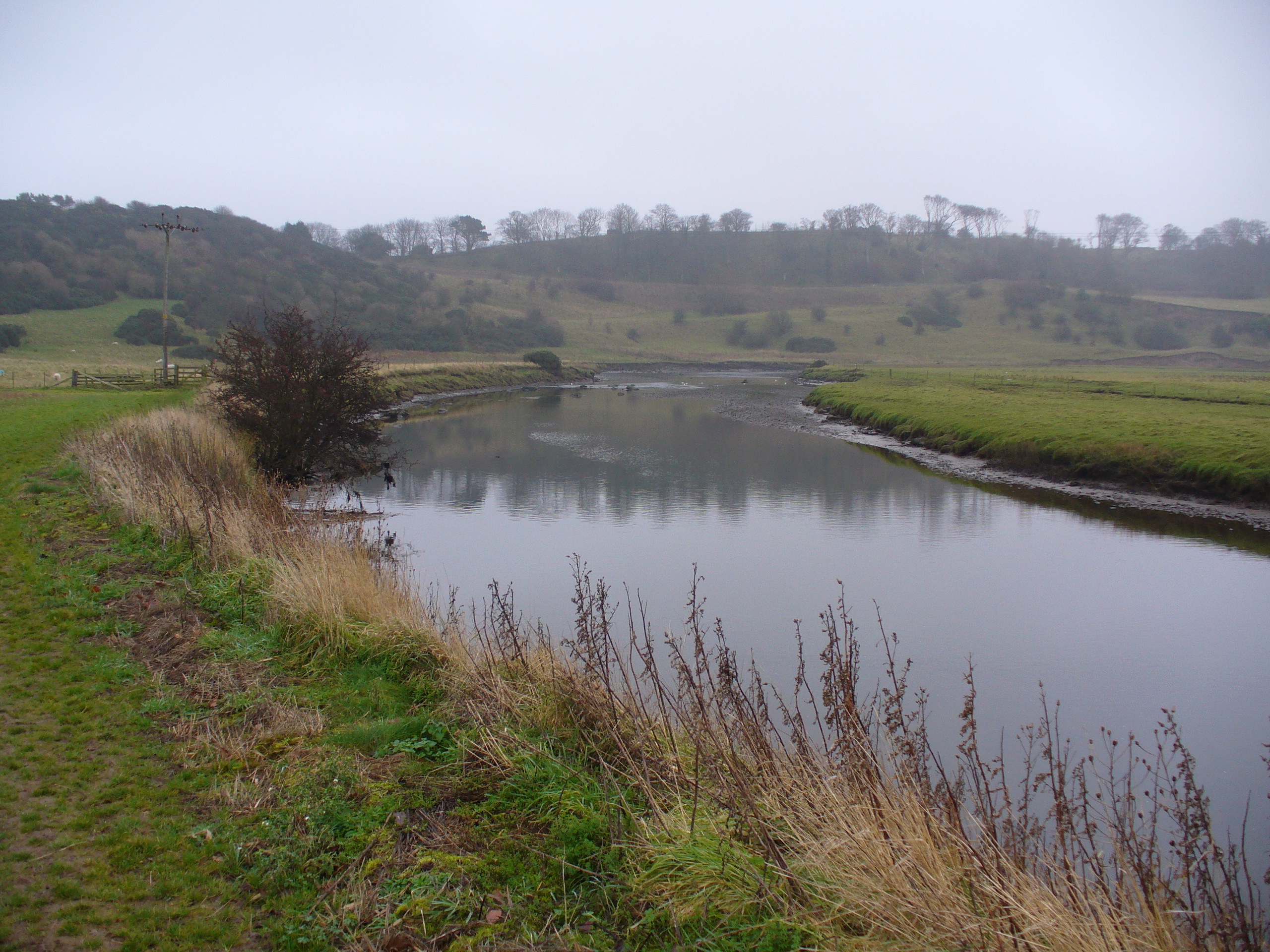
De rivier de Aln bij Alnmouth.

De Aln stroomt door het district Alnwick in het graafschap Northumberland in het noordoosten van Engeland, waar hij uitmondt in de Noordzee.
De rivier geeft zijn naam aan zijn bron, Alnham, in the Cheviot heuvels, aan de belangrijkste plaats, Alnwick, aan zijn loop en aan het pittoreske dorp Alnmouth. De Aln is een relatief kleine rivier, maar heeft als een van de grenzen tussen Engeland en Schotland een belangrijke rol in de geschiedenis gespeeld. In sommige tijden werd de rivier zwaar verdedigd. De rivier stroomt bijvoorbeeld langs het kasteel van Alnwick, dat speciaal werd gebouwd ter verdediging tegen de Schotten.
'Adtwifyrdi' is de naam die de Eerbiedwaardige Beda gebruikte voor het punt waar de rivier de Aln en een zijrivier bij Alnmouth in zee stromen.
De rivier de Aln staat afgebeeld op een kaart van Ptolemaeus uit het jaar 150 na Christus. In die tijd had de rivier de naam 'Alaunus'.